# Opera buffa

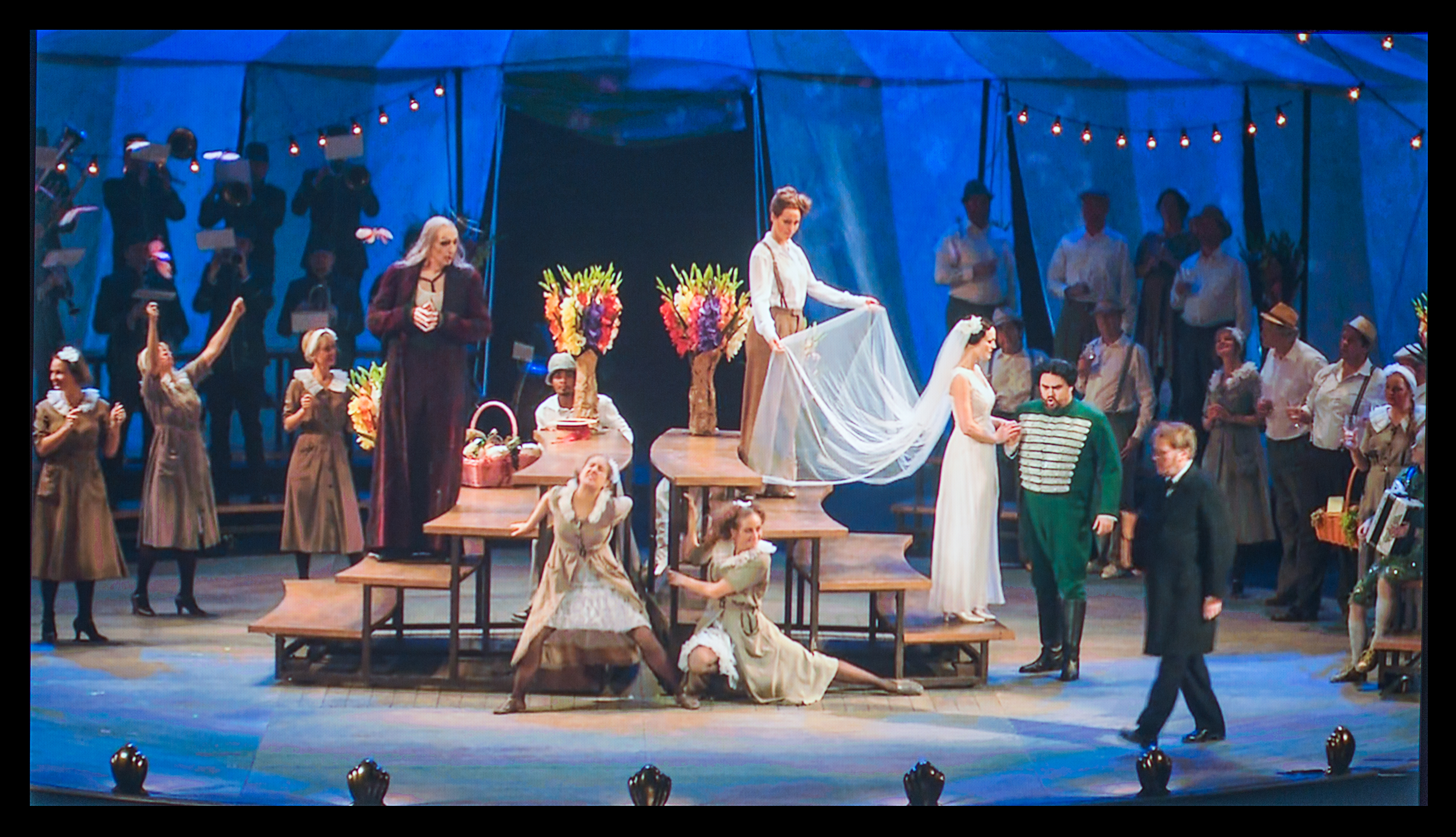
Kadr z przykładowej opery komicznej

Opera buffa, lub inaczej opera komiczna, farsa muzyczna – jeden z dwóch podstawowych gatunków opery (drugi to opera seria).
Powstała w Neapolu, w pierwszej połowie XVIII wieku. Nazwa pochodzi od włoskiego buffone – błazen. Do powstania tej formy doprowadziło usamodzielnienie się intermediów, które początkowo grane były po to, aby zapełnić przerwy pomiędzy aktami włoskiej opery seria.
Były to pierwotnie sceny o niewybrednej akcji, złożone z dialogu, arii i recytatywu, z postaciami commedia dell’arte. Za pierwsze głośne dzieło buffo uważa się intermezzo La serva padrona („Służąca panią”) Giovanniego Battisty Pergolesiego (1733). Manfred Bukofzer za pierwszą w pełni ukształtowaną operę buffa uważa jednak Li zite 'ngalera (1722) Leonarda Vinciego (dzieło napisane do tekstu w dialekcie neapolitańskim), choć styl buffo przejawiał się i we wcześniejszych dziełach neapolitańskich.
Na skutek popularności La serva padrona intermedia zmieniły status z wesołego przerywnika muzycznego na odrębny gatunek muzyczny. Wystawienie jej w roku 1752 w Paryżu wywołało spór pomiędzy buffonistami – zwolennikami muzyki włoskiej a antybuffonistami, opowiadającymi się za sztywną i dostojną operą Lully'ego i Rameau.
Zwolennikiem opery buffa był między innymi Jean-Jacques Rousseau, który zainicjował francuską operę komiczną (bouffe), wystawiając swój własny utwór tego rodzaju – Le devin du village („Wróżek wiejski”: cf. Jan Jakub Rousseau, „Wyznania”, tłum. Tadeusz Boy-Żeleński). Odtąd Francja przyswoiła sobie formę opery komicznej i wkrótce prześcignęła na tym polu Włochów. Twórcami tej formy we Francji byli: N. Dalayrac, N. Isouard, F.A. Boieldieu, D. Auber i A. Adam. We Włoszech w wieku XVIII tworzyli ją G. Paisiello, P. Guglielmi i D. Cimarosa, którego opery buffa uważane są za zapowiedź romantycznego belcanta. Za szczyt osiągnięć w dziedzinie opery komicznej uznać można Wesele Figara i Così fan tutte Wolfganga Amadeusa Mozarta, a także Cyrulika sewilskiego Gioacchino A. Rossiniego.